# Bataille de Civetot
 (avril 2017).
Si vous disposez d'ouvrages ou d'articles de référence ou si vous connaissez des sites web de qualité traitant du thème abordé ici, merci de compléter l'article en donnant les références utiles à sa vérifiabilité et en les liant à la section « Notes et références ».
Batailles
- Xerigordon
- Civetot
- Nicée
- Dorylée
- Antioche
- Ma'arra
- Jérusalem
- Ascalon

La bataille de Civetot eut lieu en 1096, et a mis fin à la croisade populaire.

## Déroulement de la bataille
Après la désastreuse défaite des croisés au siège de Xerigordon, deux espions turcs répandent une rumeur selon laquelle les Allemands qui avaient pris la ville de Xerigordon ont également pris la ville de Nicée, ce qui a provoqué l'excitation des croisés désireux de s'y rendre dès que possible pour prendre part au pillage. Les Turcs les attendaient sur la route de Nicée. Pierre l'Ermite était retourné à Constantinople pour organiser l'approvisionnement en fournitures et devait bientôt revenir, et la plupart des chefs préféraient attendre son retour (ce qu'il n'a jamais fait)[réf. nécessaire]. Cependant, Geoffrey Burel, qui avait pris le commandement, a fait valoir qu'il serait lâche de l'attendre, et qu'ils devaient aller contre les Turcs immédiatement. Sa volonté prévalut et, le matin du 21 octobre, l'ensemble de l'armée composée de 20 000 hommes a marché vers Nicée, laissant les femmes, les enfants, les vieillards et les malades au camp à l'arrière.
À cinq kilomètres du camp, où la route entrait dans une vallée étroite et boisée près du village de Dracon, l'armée turque attendait. En approchant de la vallée, les croisés marchaient bruyamment et furent immédiatement reçus par une pluie de flèches. La panique s'installa immédiatement et en quelques minutes, l'armée se repliait vers son camp. La plupart des croisés ont été tués (plus de 60 000 selon certaines sources[Lesquelles ?]) ; cependant, les femmes, les enfants et ceux qui se sont rendus ont été épargnés[réf. nécessaire]. 3 000 hommes, dont Geoffrey Burel, ont pu se réfugier dans un château abandonné. Finalement, les Byzantins, conduits par Constantin Katakalôn, ont mis les voiles et ont levé le siège ; ces quelques milliers d'hommes sont revenus à Constantinople et furent les seuls survivants de la croisade populaire[réf. nécessaire].

## Sources
- (en) Conor Kostick, The Social Structure of the First Crusade, Leiden/Boston, Mass., Brill, 2008, 324 p. (ISBN 978-90-04-16665-3, lire en ligne).
- (en) Jim Bradbury, The Routledge Companion to Medieval Warfare, Routledge, 2004, 392 p. (ISBN 978-0-203-64466-9, lire en ligne).
- (en) Steven Runciman, A History of the Crusades, vol. 1, Cambridge University Press, 1987, 394 p. (ISBN 978-0-521-34770-9, présentation en ligne).